# Aerospacelab
Aerospacelab NV/SA
Aerospacelab est une entreprise belge spécialisée dans le domaine de la conception, fabrication et exploitation de satellites. Fondée en 2018 par Benoît Deper, elle dispose d'un siège social à Mont-Saint-Guibert en Belgique ainsi que d'antennes en France (Toulouse), Suisse (Lausanne) et aux États-Unis (Californie).

## Historique
Aerospacelab est fondée en 2018 par Benoît Deper, ingénieur et entrepreneur belge, dans le but de construire des satellites en masse tout en divisant leur coût par dix en misant sur leur miniaturisation et l'intégration verticale de leur développement (conception et construction).
Cependant, bien que son premier satellite (un cubesat) pèse 20 kg, l'entreprise accroît progressivement leur taille, suivant l'évolution du marché. C'est ainsi que 6 des huit satellites construits et déployés en orbite par la société sont désormais connus sous le nom de VSP, Versatile Satellite Platform, dont le poids oscille entre 100 et 150 kilogrammes.
Aerospacelab prévoit ainsi de construire sa propre constellation de satellites, suivant le modèle de l'entreprise Planet Labs pour fournir également des services d’intelligence satellitaire.
L'entreprise ouvre une filiale en France, à Mérignac, mais celle-ci est acquise à 90 % par ses dirigeants qui la renomment Agena Space.
En 2023, soit 5 ans après le lancement officiel de l'entreprise, la société ouvre une filiale aux États-Unis, à Palo Alto en Californie, nommée Aerospacelab North America,.
En 2024, la société connaît une croissance significative. En avril 2024, Aerospacelab rachète ainsi la société liégeoise Amos spécialisée dans les systèmes opto-mécaniques liés à l'astronomie professionnelle et l'observation de la Terre. Avec ce rachat, l'effectif d'Aerospacelab passe à 330 personnes et la société devient le deuxième employeur du secteur spatial en Belgique. 

## Usines
Aerospacelab possède une première usine de satellites à Louvain-la-Neuve, capable de produire 24 satellites par an.
En septembre 2024, Aerospacelab inaugure aux États-Unis une usine capable de produire deux satellites par semaine (soit environ 100 par an). Les satellites seront similaires à ceux produits en Belgique mais adaptés aux réglementations et besoins technologiques du marché américain. Aerospacelab assemblera des satellites pour la start-up américaine Xona Space Systems, spécialisée dans les systèmes de positionnement ainsi que pour Albedo, une start-up spécialisée dans l'observation de la Terre.
En mai 2024, elle lance la construction à Marcinelle (sur l'ancien site des ACEC à La Vilette) de la plus grande usine de fabrication de satellites en Europe (et la troisième au niveau mondial). Il est prévu que le site emploie environ 500 personnes avec une capacité de production allant jusqu'à 500 satellites par an.